# لوون یزکیان
لوون کوریونی یزکیان (ارمنی: Լևոն Կորյունի Եզեկյան؛  زادهٔ ۱۳ ژوئن ۱۹۴۱ - درگذشته ۱۴ اوت ۲۰۱۶) یک زبان‌شناس و لغت‌شناس اهل ارمنستان بود.

## زندگی‌نامه
در ۱۳ ژوئن ۱۹۴۱ در لویو به دنیا آمد و از دانشگاه دولتی ایروان (۱۹۶۸) فارغ‌التحصیل شد. وی در دانشگاه دولتی ایروان و انستیتو زبان فعالیت می‌کرد. وی همچنین برنده دانشمند شایسته جمهوری ارمنستان شده است. وی در ۱۴ اوت ۲۰۱۶ در سن ۷۵ سالگی در ایروان درگذشت.

## یادداشت
1. ↑  բանասիրական գիտությունների դոկտոր